# مدار دایره‌ای
مدار دایره‌ای (انگلیسی: Circular orbit) مداری با فاصلهٔ ثابت در اطراف مرکز سنگینی سراسری؛ یعنی چرخشی به شکل دایره است. این مدار را می‌توان به عنوان یک مورد خاص از یک مدار بیضی شکل با خروج از مرکز صفر در نظر گرفت.
در زیر یک مدار دایره‌ای در اخترپویاشناسی یا مکانیک آسمانی برابر مفروضات استاندارد آمده‌است. در اینجا نیروی مرکزگرا نیروی گرانش است و محور ذکر شده در بالا خطی است که از مرکز جرم مرکزی عمود بر صفحه حرکت می‌گذرد.
در این حالت نه تنها فاصله، بلکه سرعت، سرعت زاویه‌ای، پتانسیل و انرژی جنبشی نیز ثابت است. هیچ اوج یا حضیضی نیز وجود ندارد. این مدار نسخه شعاعی ندارد.

## شتاب دایره‌ای
شتاب عرضی (عمود بر سرعت) باعث تغییر جهت می‌شود. اگر قدر ثابت باشد و جهت آن با سرعت تغییر کند، حرکت دایره‌ای ایجاد می‌شود. با گرفتن دو مشتق از مختصات ذره نسبت به زمان، شتاب مرکزگرا به دست می‌آید:
{\displaystyle a\,={\frac {v^{2}}{r}}\,={\omega ^{2}}{r}}
که در اینجا:
- {\displaystyle v\,} سرعت مداری جسم در مدار،
- {\displaystyle r\,} شعاع دایره
- {\displaystyle \omega \ } سرعت زاویه‌ای، در یکای رادیان بر یکای زمانی ثانیه است.

این فرمول کمیتی بدون بُعد است و نسبتی را توصیف می‌کند که برای همهٔ واحدهای اندازه‌گیری به‌طور یکنواخت در سراسر فرمول اعمال می‌شود. اگر مقدار عددی  {\displaystyle \mathbf {a} } بر حسب متر بر ثانیه اندازه‌گیری شود، مقدارهای عددی {\displaystyle v\,} ، بر حسب متر در هر ثانیه خواهد بود. دوم، {\displaystyle r\,}، بر حسب متر و {\displaystyle \omega \ } بر حسب رادیان بر ثانیه است.